# Daye
Daye (en chino, 大冶; pinyin, Dàyě) es un municipio  bajo la administración directa de la Prefectura Huangshi en la Provincia de Hubei, República Popular China.  Su área es de 1556 km² y su población total para 2010 superó los 900 mil habitantes. 

## Administración
Desde octubre de 2022, el Municipio Daye se divide en  pueblos que se administran en 5 subdistritos, 10  poblados y 1 villa.

## Toponimia
El topónimo Daye significa "gran Ye «fundición»", en referencia a la fundición de metales que tuvo lugar en la zona desde la dinastía Tang.